# سوفانات مويانتا
سوفانات مويانتا (مواليد 2 أغسطس 2002) هو لاعب كرة قدم تايلاندي يلعب كمهاجم في نادي بوريرام يونايتد.

## روابط خارجية
- سوفانات مويانتا على موقع قاعدة بيانات كرة القدم.إي يو (الإنجليزية)
- سوفانات مويانتا على موقع ناشيونال فوتبول تيمز (الإنجليزية)
- سوفانات مويانتا على موقع Soccerway.com (الإنجليزية)
- سوفانات مويانتا على موقع عالم كرة القدم.نت (الإنجليزية)